# Хет-Билдт
Хет-Билдт (нидерл. het Bildt) — регион и бывшая община, располагавшаяся в северной части Нидерландов, в провинции Фрисландия. Население её составляло 10530 человек (на 31 декабря 2017 года). Её общая площадь составляла 116,48 км². Хет-Билдт расположен примерно в 15 км к северо-западу от столицы провинции Леувардена и к северу от Франекера, и граничит на севере с побережьем Ваддензе, протяжённость береговой линии составляет 15,4 км (9,6 миль).  Административный центр — село Синт-Аннапарохи. 1 января 2018 года она была объединена с общинами Франекерадел, Менамерадил и частями общины Литтенсерадил и была образована новая община Вадхуке.

## Этимология
Название Хет-Билдт (нидерл. het Bildt) образовано от слова нидерл. opbilden, что означает заиливание суши.

## Населённые пункты
| Название         | Нидерландское название | Билдтское название | Западнофризское название | Население (чел.) |
| ---------------- | ---------------------- | ------------------ | ------------------------ | ---------------- |
| Синт-Аннапарохи  | Sint Annaparochie      | Sint-Anne          | Sint Anne                | 3990             |
| Миннертсга       | Minnertsga             | Minnertska         | Minnertsgea              | 1640             |
| Синт-Якобипарохи | Sint Jacobiparochie    | Sint-Jabik         | Sint Jabik               | 1370             |
| Аудебилдтзейл    | Oudebildtzijl          | Ouwe-Syl           | Aldebildtsyl             | 740              |
| Врауэнпарохи     | Vrouwenparochie        | Froubuurt          | Froubuorren              | 620              |
| Ней-Алтуна       | Nij Altoenae           | Nij Altoenae       | Nij Altena               | 280              |
| Вестхук          | Westhoek               | De Westhoek        | De Westhoek              | 280              |

## Экономика
Хет-Билдт расположен в "пахотном уголке" Фрисландии. Его почва очень плодородна, и сельское хозяйство является основной частью его экономики. Сельскохозяйственные культуры включают лук, картофель и различные фрукты (в основном, яблоки). Картофель, выращенный здесь, известен, в том числе сорт Bildtstar, названный в честь региона.
В регионе отсутствуют автомагистрали и железные дороги. Между Леуварденом и Синт-Аннапарохи курсирует экспресс-автобус. Пассажиры, работающие в Леувардене, всё больше оседают, особенно в Синт-Аннапарохи. В Синт-Аннапарохи есть также бизнес-парк с несколькими малыми предприятиями.

## Язык
Хет-Билдт был одной из областей Фрисландии, где в прошлом западнофризский не был родным языком. Произошло это потому, что новообразованный регион в основном заселялся выходцами из Южной Голландии. В результате здесь с XVI века образовался голландско-фризский смешанный диалект, на котором обычно говорят, билдтский, который совмещает голландский диалект (как говорят в Южной Голландии) с западнофризским языком. Этот диалект значительно отличался от амеландского, мидсландского и городского фризского диалектов. Билдтский обычно классифицируется как диалект нидерландского языка.
Таким образом, в этом регионе говорят на всех трёх языках - билдтском, нидерландском и западнофризском. Вывески в Хет-Билдт, как правило, двуязычны, имена указаны на нидерландском и билдтском. Только в деревне Миннертсга, которая стала частью общины только в 1984 году и, таким образом, не принадлежала историческому Билту, говорят на западнофризском.
Тем не менее, в Билдте западнофризский язык стал самым распространенным языком; согласно данным за 2009 год, он являлся родным языком для 44% населения (или 4811 человек). На втором месте - билдтский с 33% населения (3 608 человек), за ним следует нидерландский с 19% (2 077 человек) и далее городскиой фризский с 3% (328 человек). Кроме того, 1% жителей (109 человек) указали иностранный язык в качестве родного.